# Palmatorappia
Palmatorappia é um género de anfíbio anuro pertencente família Ranidae.
Este género contém uma única espécie: Palmatorappia solomonis.